# Lydia Billiet
Lydia Billiet (* 24. Februar 1937 in Staden (Belgien); † 7. März 2003) war eine belgische Schauspielerin.

## Leben
Über das Leben der 1937 in Staden (Belgien) geborenen Lydia Billiet sind nur lückenhafte Informationen vorhanden. Bekannt ist, dass sie in Belgien, der Bundesrepublik Deutschland und in der DDR an mehreren Filmen und Theatern (hier zusätzlich in Österreich), als Schauspielerin mitwirkte.
In der DDR übersetzte sie gemeinsam mit Antje Ruge das Buch: Jules Janin, Deburau. Erzählung über das Drei-Groschen-Theater um die Geschichte des Französischen Theaters fortzusetzen (Histoire du théâtre à quatre sous pour faire suite à l’histoire du théâtre français, 1836).
Lydia Billiet verstarb 2003 im Alter von 66 Jahren.

## Filmografie
- 1971: KLK an PTX – Die Rote Kapelle
- 1976: Nelken in Aspik
- 1977: Die unverbesserliche Barbara
- 1977: Polizeiruf 110: Trickbetrügerin gesucht (Fernsehreihe)
- 1977: Du und icke und Berlin (Fernsehfilm)
- 1977: Ein irrer Duft von frischem Heu
- 1977: Der Staatsanwalt hat das Wort: Eine Drachme aus Syrakus (Fernsehreihe)
- 1978: Rentner haben niemals Zeit (Fernsehserie, 1 Episode)
- 1979: Zünd an, es kommt die Feuerwehr
- 1979: Spuk unterm Riesenrad (Fernsehserie, 1 Episode)
- 1979: P.S.
- 1979: Addio, piccola mia
- 1980: Heute Abend und morgen früh
- 1980: Aber Doktor (Fernsehfilm)
- 1981: Die bleierne Zeit
- 1982: Die Beunruhigung
- 1983: Zille und ick
- 1988: Der Eisenhans
- 1989: Hals über Kopf (Fernsehserie, 1 Episode)
- 1990: Biologie!
- 1997: Obsession
- 1998: Wolffs Revier (Fernsehserie, 1 Episode)
- 1999: Sturmzeit (Fernseh-Fünfteiler, 3 Episoden)

## Theater
- 1961: Irina Karnauchowa/Leonid Braussewitsch: Die feuerrote Blume – Regie: Carl Rüdiger (Theater Junge Generation Dresden)
- 1962: Heinrich von Kleist: Der zerbrochne Krug – Regie: Helfried Schöbel (Theater Junge Generation Dresden)
- 1963: Agustín Cuzzani: Der Mittelstürmer starb beim Morgengrauen – Regie: Harry Ehrlich (Theater Junge Generation Dresden)
- 1963: Arthur Fauquez: Ambrosio tötet die Zeit – Regie: Eugen Dovides (Theater Junge Generation Dresden)
- 1994: Johann Wolfgang von Goethe: Urfaust (Marthe) – Regie: Klaus Stephan (Vorpommersche Landesbühne Anklam)
- 1998: Barbara Unger-Wiplinger/Erhard Pauer nach Lewis Carroll: Alice im Wunderland – Regie: Erhard Pauer (Theater der Jugend (Wien) im Renaissancetheater Wien)